# Tobias Neumann (Volleyballspieler)
Tobias Neumann (* 7. September 1988 in Düren) ist ein deutscher Volleyballspieler.

## Karriere
Neumann, dessen Eltern im Karate und Volleyball aktiv waren, spielte zunächst Fußball und Basketball. Beim Finale des olympischen Turniers 2000 entdeckte er sein Interesse am Volleyball. Er begann seine Karriere beim Moerser SC, wo er in verschiedenen Nachwuchsmannschaften zum Einsatz kam. 2006 wechselte der Junioren-Nationalspieler zum Bundesliga-Konkurrenten evivo Düren. Mit dem Verein seiner Heimatstadt erreichte er 2007 das Playoff-Finale um die deutsche Meisterschaft gegen den VfB Friedrichshafen und ein Jahr später das Endspiel des DVV-Pokals. Als zweiter Zuspieler hinter Ilja Wiederschein kam er jedoch nur zu wenigen Einsätzen. Deshalb kehrte er 2008 nach Moers zurück. Mit dem MSC stand er 2009 erneut im Pokalfinale. Nach dem Moerser Rückzug wechselte Neumann 2014 zum Bundesliga-Aufsteiger TSV Herrsching, wo er bis 2017 aktiv war.

## Privates
Neumann ist mit der Volleyballspielerin Loraine Henkel verheiratet.